# Лісова братія
«Лісова братія» (англ. Over the Hedge, досл. «за живоплотом») — американський анімаційний фільм 2006 року, створений студією DreamWorks Animation.
Стрічка вийшла в американський прокат 30 квітня 2006 року. В українському прокаті фільм з'явився 1 червня того ж року.

## Сюжет
Привабливий єнот і його найкращий друг черепаха-меланхолік вирішили дізнатися, що ж знаходиться за живоплотом, який відокремлює їхній ліс від галасливих вулиць, наповнених дивними тваринами, яких називають людьми.

## Ролі озвучили

### Тварини
| Актор             | Роль    | Тварина               |
| ----------------- | ------- | --------------------- |
| Брюс Вілліс       | Ер Джей | єнот звичайний        |
| Гаррі Шендлінґ    | Верн    | коробчаста черепаха   |
| Стів Карелл       | Хеммі   | червона білка         |
| Ванда Сайкс       | Стелла  | смугастий скунс       |
| Нік Нолті         | Вінсент | чорний ведмідь        |
| Вільям Шетнер     | Оззі    | віргінський опосум    |
| Авріл Лавін       | Хізер   | віргінський опосум    |
| Юджин Леві        | Лу      | канадський голкошерст |
| Кетрін О'Гара     | Пенні   | канадський голкошерст |
| Медісон Девенпорт | Квілло  | канадський голкошерст |
| Шейн Баумел       | Спайк   | канадський голкошерст |
| Самі Кіркпатрік   | Бакі    | канадський голкошерст |
| Омід Джалілі      | Тайгер  | перська кішка         |

### Люди
| Актор             | Роль            |
| ----------------- | --------------- |
| Еллісон Дженні    | Гледіс Шарп     |
| Томас Гейден Черч | Двейн Лафонтант |
| Шон Бішоп         | офіцер поліції  |

## Українське закадрове озвучення

### Двоголосе закадрове озвучення телекомпанії«Новий канал»(2009)[7]
- Ролі озвучували: Дмитро Завадський і Лідія Муращенко

### Багатоголосе закадрове озвучення студії«Так Треба Продакшн»на замовлення телекомпанії«Інтер»(2012)[7]
Ролі озвучували: Сергій Ладесов, Володимир та Дмитро Терещуки, Олена Бліннікова